# 逄先知
逄先知（1929年10月—），山东青岛人。中國共產黨黨史專家。

## 生平
1929年10月生於中华民国山東省膠縣（今属青岛市），1946年就讀青島禮賢中學。1950年加入中國共產黨，1950年畢業於華北人民革命大學。
1982年任中共中央文献研究室副主任，1991年起任中共中央文献研究室主任。
1987－2002年擔任中國共產黨第十三次、第十四次、第十五次全國大會代表，1993年擔任第八屆全國人大常委。1998年3月，第九届全国人大第一次会议上，他当选为全国人民代表大会常务委员会委员。

## 著作
- . 中国社会出版社. 1991年. ISBN 978-7-80088-015-5.
- （與冯蕙合編）. 人民出版社. 1993年.
- . 名流出版社. 1997年. ISBN 978-962-928-023-9.
- （與李捷合著）. 中央文献出版社. 2000年. ISBN 978-7-5073-0892-1.
- （與金冲及合編）. 中央文献出版社. 2003年. ISBN 978-7-5073-1512-7.
- . 中国管理科学研究院. 2004年.
- （與龚育之、石仲泉合著）. 生活・讀書・新知三联书店. 2010年. ISBN 978-7-108-03333-8.
- （與冯蕙合編）. 中央文献出版社. 2013年. ISBN 978-7-5073-3992-5.